# Adolf z Tecklenburgu
Svatý Adolf z Tecklenburgu (kolem roku 1185 Tecklenburg – 30. června 1224 Osnabrück), také známý jako Adolf z Osnabrücku, byl osnabrücký biskup a římskokatolický světec.

## Život
Adolf byl nejmladší syn hraběte Simona z Tecklenburgu a Ody z Berg-Alteny. Relativně mladý se stal kanovníkem v kolínské katedrále, a poté se stal cisterciáckým mnichem v klášteře Kapm. Roku 1216 byl jmenován biskupem v Osnabrücku. Volba biskupa se musela opakovat, protože papež Honorius III. ji neuznal za platnou. Adolf byl i ve druhé volbě vybrán a 24. září 1217 vysvěcen na biskupa. Ve svém úřadu působil jako církevní reformátor a staral se zvláště o chudé a nemocné.
Kanonizace proběhla roku 1625. Jeho svátek se slaví 13. února.

## Socha sv. Adolfa na Třeboňsku

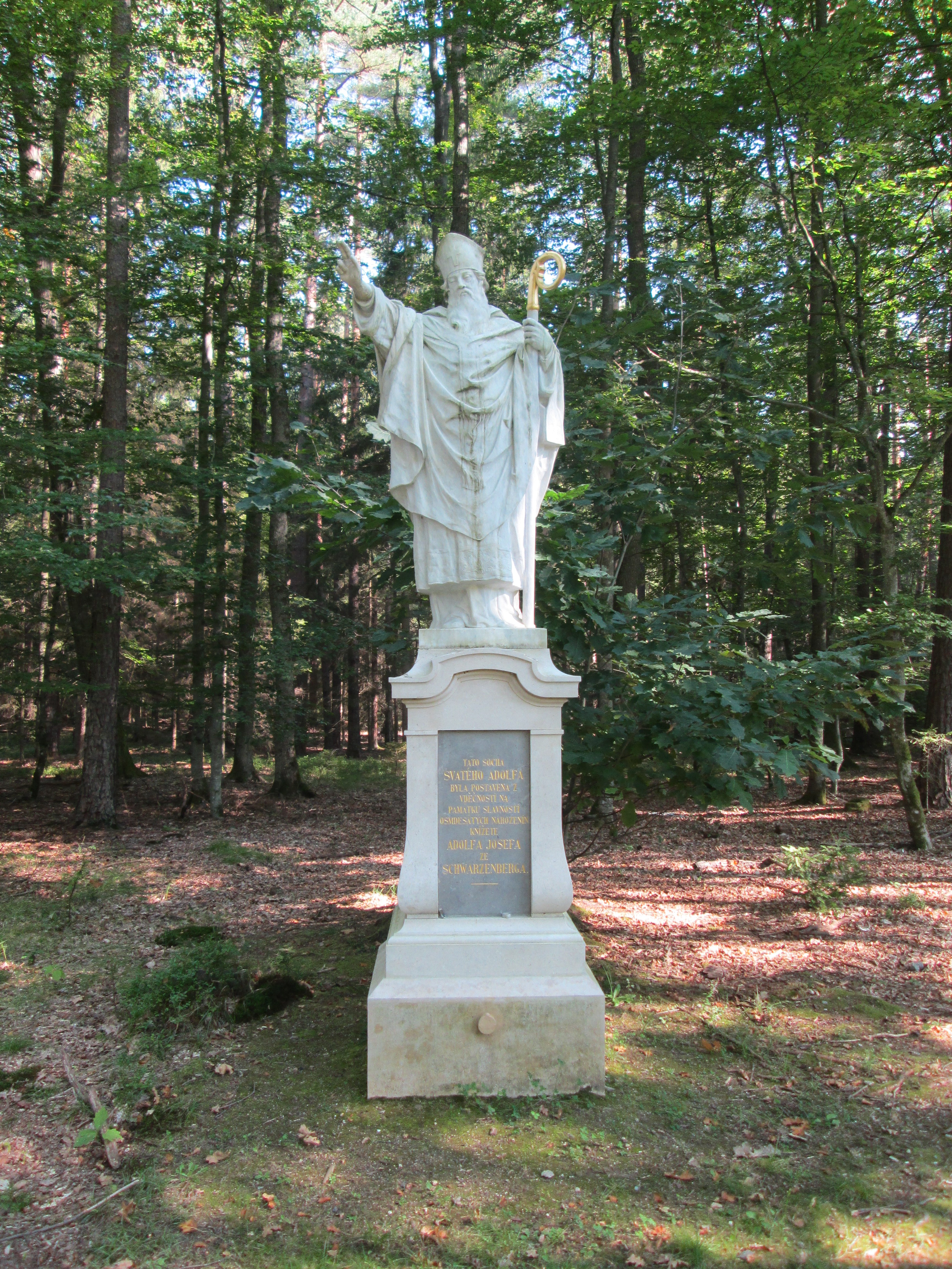
Socha sv. Adolfa

Socha sv. Adolfa se nachází na Třeboňsku asi 2,5 km od Majdaleny. Je postavena uprostřed lesů na křížení cesty Třetí alej a cesty Knížete Jana. Socha stojí na vyšším podstavci, který je na rozích doplněn přesahujícími pilastry s deskovou hlavicí. Mezi pilastry na čelní ploše je vytesán nápis:
| „ | TATO SOCHA SVATÉHO ADOLFA BYLA POSTAVENA Z VDĚČNOSTI NA PAMÁTKU SLAVNOSTI OSMDESÁTÝCH NAROZENIN KNÍŽETE ADOLFA JOSEFA ZE SCHWARZENBERGA. | “ |

Kníže Adolf Josef Schwarzenberg se narodil roku 1832. Byl příslušníkem hlavní hlubocko-krumlovské větve významného šlechtického rodu, kterému vládl od roku 1888 do své smrti roku 1914. Území v okolí Třeboňska, kde se nachází socha sv. Adolfa, patřilo šlechtickému rodu Schwarzenbergů.
Socha zobrazuje světce sv. Adolfa ve vzpřímeném postoji, levá ruka svírá biskupskou berlu, pravá ruka je v žehnající poloze. Postava je oděna ve splývavém biskupském rouchu. Hlava je pokryta mitrou zdobenou na čelní straně symbolem kříže. Na spodní desce sochy se dochoval vytesaný autorský podpis TH.M.KHUEN 1913. Jedná se o dílo vídeňského sochaře Theodora Franze Maria Khuena (1860–1922), který sochu vytesal v roce 1913. Sochař patřil na přelomu 19. a 20. století k nejvyhledávanějším sochařům ve Vídni. Socha sv. Adolfa je tak jedním z nejkvalitnějších uměleckých děl v okolí Majdaleny. Socha byla v roce 2017 prohlášena Ministerstvem kultury České republiky kulturní památkou České republiky.